# Ô Đống Mác
Ô Đống Mác tên chữ là Thanh Lãng, là một cửa ô của Hà Nội xưa, nằm sau thành Lãng Yên. Ô Đống Mác là một cửa ngõ của kinh thành Thăng Long, Cửa Ô Đông Mác hiện tại đã mất hết hình tích cũ.

## Vị trí
Hiện nay, Ô Đông Mác nằm ở cuối phố Lò Đúc, giao nhau với đường Trần Khát Chân và đường Kim Ngưu, phía đông nam Hà Nội.
Là một trong những điểm bắt đầu của con đường thiên lý Bắc-Nam xưa, cửa ô này là nơi có thể đến bằng đường bộ lẫn đường thủy vào thành Thăng Long, nên thường có quân lính canh gác khá nghiêm ngặt.
Trong Thượng kinh ký sự, Hải Thượng Lãn Ông Lê Hữu Trác, nhân lúc chờ chúa Trịnh lâu chưa gọi, có nói đến việc ông xin với quan chánh Đường Hoàng Đình Bảo về Cẩm Giàng, thăm quê ông, đi theo đường từ bến Thanh Trì để sang sông, phía Bát Tràng về Hải Dương, có ghi lại như sau:
"Ngày 10-9, từ sáng tinh mơ còn trăng, tôi đi ra cửa ô Ông Mạc, cửa thành chưa mở, lính canh thấy có thẻ "Hành quân phù" (thẻ cấp cho đi đường của Phủ Chúa) mới mở cho đi".

## Tên gọi
Ô Đông Mác là tên cửa ô thời xưa, thời chúa Trịnh Sâm, (thế kỷ 18) có tên là ô Ông Mạc. Bản đồ Hà Nội năm 1831 gọi đây là cửa ô Thanh Lãng. Tới bản đồ năm 1866, cửa ô này được gọi là cửa ô Lãng Yên. Sang thế kỷ 20, người dân quen gọi là ô Đông Mác.
Theo nhà Hà Nội học Nguyễn Vinh Phúc, Đông Mác còn có tên là Ông Mạc. Vì năm 1782, từ nội thành về bến Thanh Trì, Hải Thượng Lãn Ông đã đi qua cửa ô này và ghi trong Thượng kinh ký sự: "Ngày 10/9, từ sáng tinh mơ, tôi qua cửa ô Ông Mạc. Cửa chưa mở...."